# Melanagromyza oligophaga
Melanagromyza oligophaga is een vliegensoort uit de familie van de mineervliegen (Agromyzidae). De wetenschappelijke naam van de soort is voor het eerst geldig gepubliceerd in 1990 door Spencer.